# Kaluđerovac
 Ovo je glavno značenje pojma Kaluđerovac. Za druga značenja pogledajte Kaluđerovac (razdvojba).
Kaluđerovac je naselje u Hrvatskoj, u Ličko-senjskoj županiji.

## Zemljopis
Kaluđerovac je selo smješteno kod Perušića.

## Stanovništvo
- 2018. – 14
- 2001. – 29
- 1991. – 52 (Hrvati – 51, ostali – 1)
- 1981. – 84 (Hrvati – 82, Jugoslaveni – 1, ostali – 1)
- 1971. – 149 (Hrvati – 149)

| broj stanovnika | 399   | 460   | 478   | 565   | 653   | 683   | 514   | 528   | 460   | 375   | 276   | 149   | 84    | 52    | 29    | 24    | 13    |
|                 | 1857. | 1869. | 1880. | 1890. | 1900. | 1910. | 1921. | 1931. | 1948. | 1953. | 1961. | 1971. | 1981. | 1991. | 2001. | 2011. | 2021. |

## Povijest
Popis stanovništva Like i Krbave iz 1712. bilježi da u Perušiću i Kaluđerovcu živi 56 hrvatskih, 33 novokršćanske (ranije muslimanske), 6 bunjevačkih, 15 vlaških obitelji.

## Kultura
Crkva u Kaluđerovcu zove se crkva Sv. Nikola.